# Manuel Matxain
Manuel Matxain Ezpeleta (Ayete, San Sebastián, 13 de octubre de 1916-ibid., 18 de diciembre de 1999) fue un director guipuzcoano de actuaciones de versolaris y autor de versos escritos (bertso-jartzaile en vasco). Se destacó no sólo como bertso-jartzaile, sino también como corredor de fondo, jugador de bolos y de toca. En 1992 el Ayuntamiento de San Sebastián le otorgó la medalla al Mérito Ciudadano. En 1994 recibió un homenaje en el Día de Versolari a los versos, junto con otros ocho bertso-jartzailes.

## Infancia
Nació en la casa Txabola de Ayete, su padre era de Usúrbil y la madre de Oñate (José Matxain y Eustakia Ezpeleta). Estudió solo dos años en la escuela. Con 10 años, después de aprender a leer y escribir, dejó la escuela para trabajar en una carnicería en San Sebastián. 

## Jugador de toca (desde 1928)
Después de trabajar todos los días durante doce horas solía ir a la sidrería Munto en Ayete al anochecer. para jugar a toca. Su abuelo Pedro también había sido un jugador conocido de toca. Manuel era un jugador fantástico ya a la edad de 12 años. Ganó el campeonato local del barrio de Herrera a los 15 años. 

## Corredor (desde 1931)
A los 13 años comenzó a trabajar en una fábrica de azulejos en San Sebastián, y siempre iba andando o corriendo al trabajo. Es por eso que pronto se hizo conocido como corredor. A los 15 años fue Campeón Infantil de Guipúzcoa en Tolosa. Comenzó en el equipo de la Gimnástica de Ulia como corredor en las carreras de fondo, y ganó numerosos campeonatos, incluido el Campeonato de principiantes y el Campeonato Eusko Gaztedi en Guipúzcoa en 1933. 

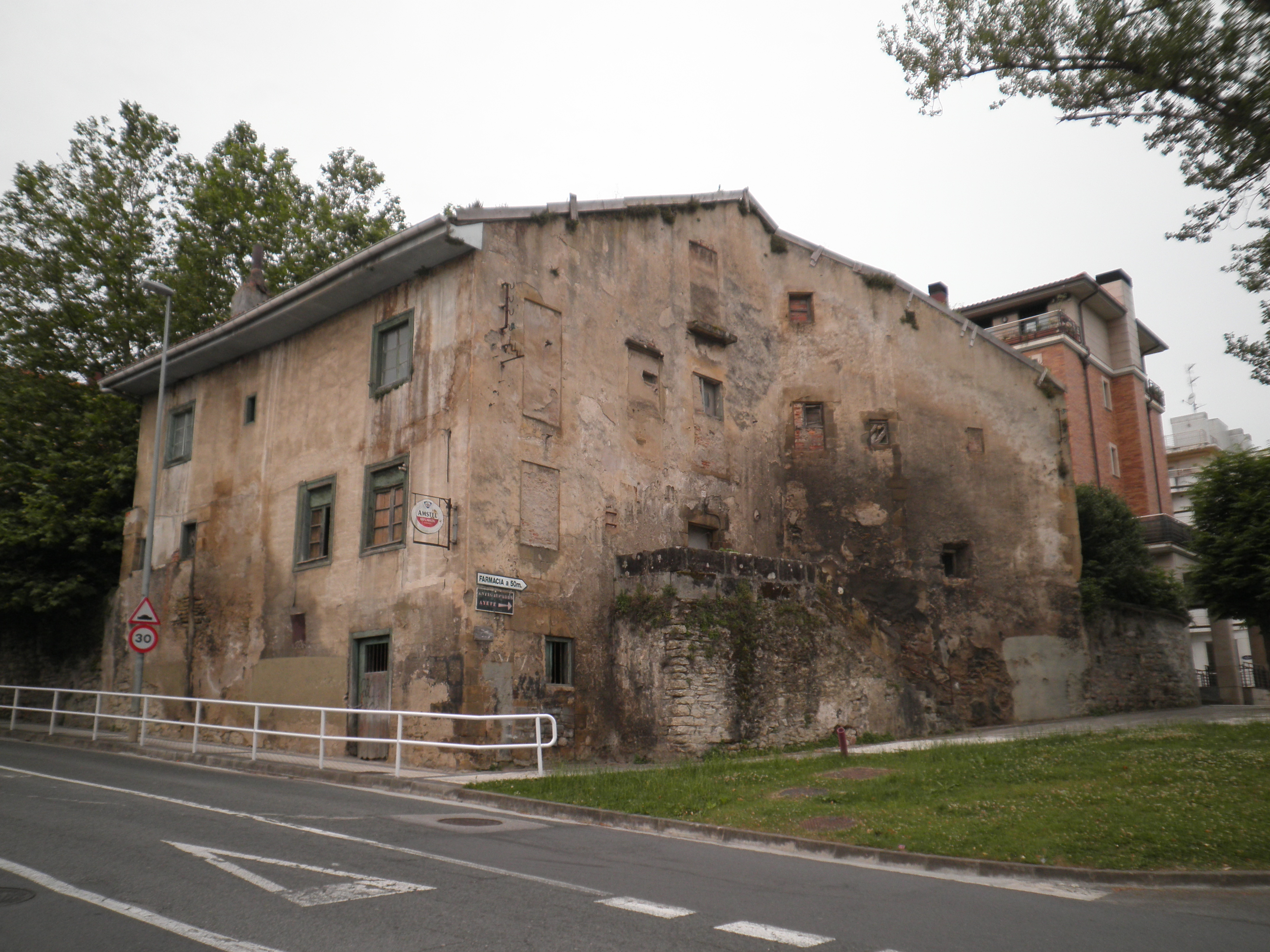
El baserri Munto de Ayete. Fue demolido en 2013.

Pero esta prometedora carrera la truncó la guerra civil en 1936. Estuvo en un batallón de UGT y fue encarcelado el 26 de agosto de 1937 en Santander. Cuando fue liberado de la prisión y posteriormente del batallón de trabajo en 1943, a la edad de 27 años, empezó de nuevo a jugar a bolos, a jugar a la toca y a correr. Jugando a toca pasó por muchos pueblos y barrios durante sus fiestas y ganó numerosos premios. Con 28 años participó por primera vez en un concurso de bolos. Desde entonces ganó casi todas las competiciones del entorno en toca y bolos: Campeonato de Guipúzcoa, España, Regularidad, en parejas ... En 1969 él y otros tres jugadores (Soarte, Usategieta y Rafael Agirre Franko) participaron en un programa de la televisión japonesa para mostrar varios tipos de juegos vascos. Fue una experiencia muy agradable para los cuatro jugadores y para la televisión japonesa. 

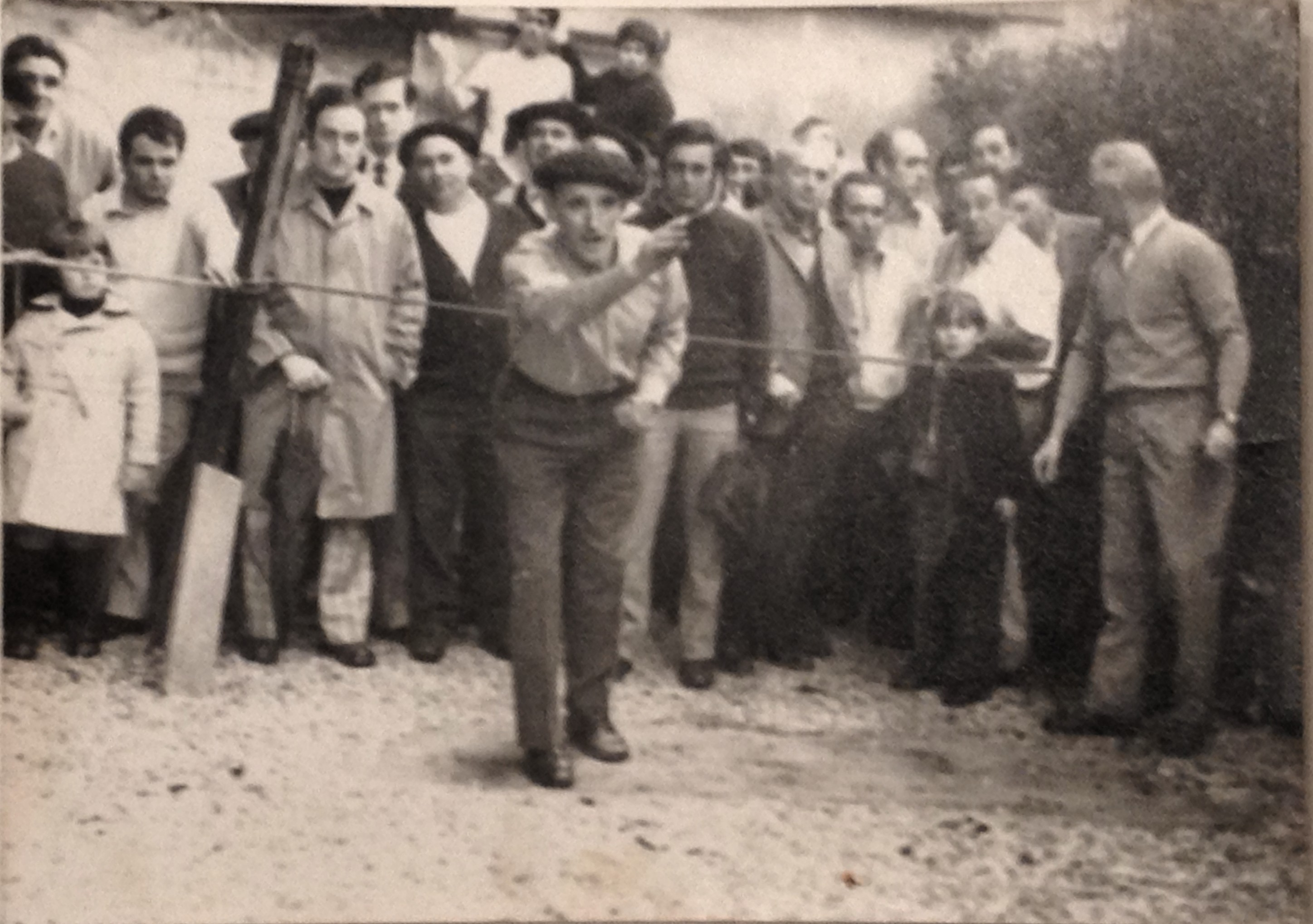
Jugando a la toca
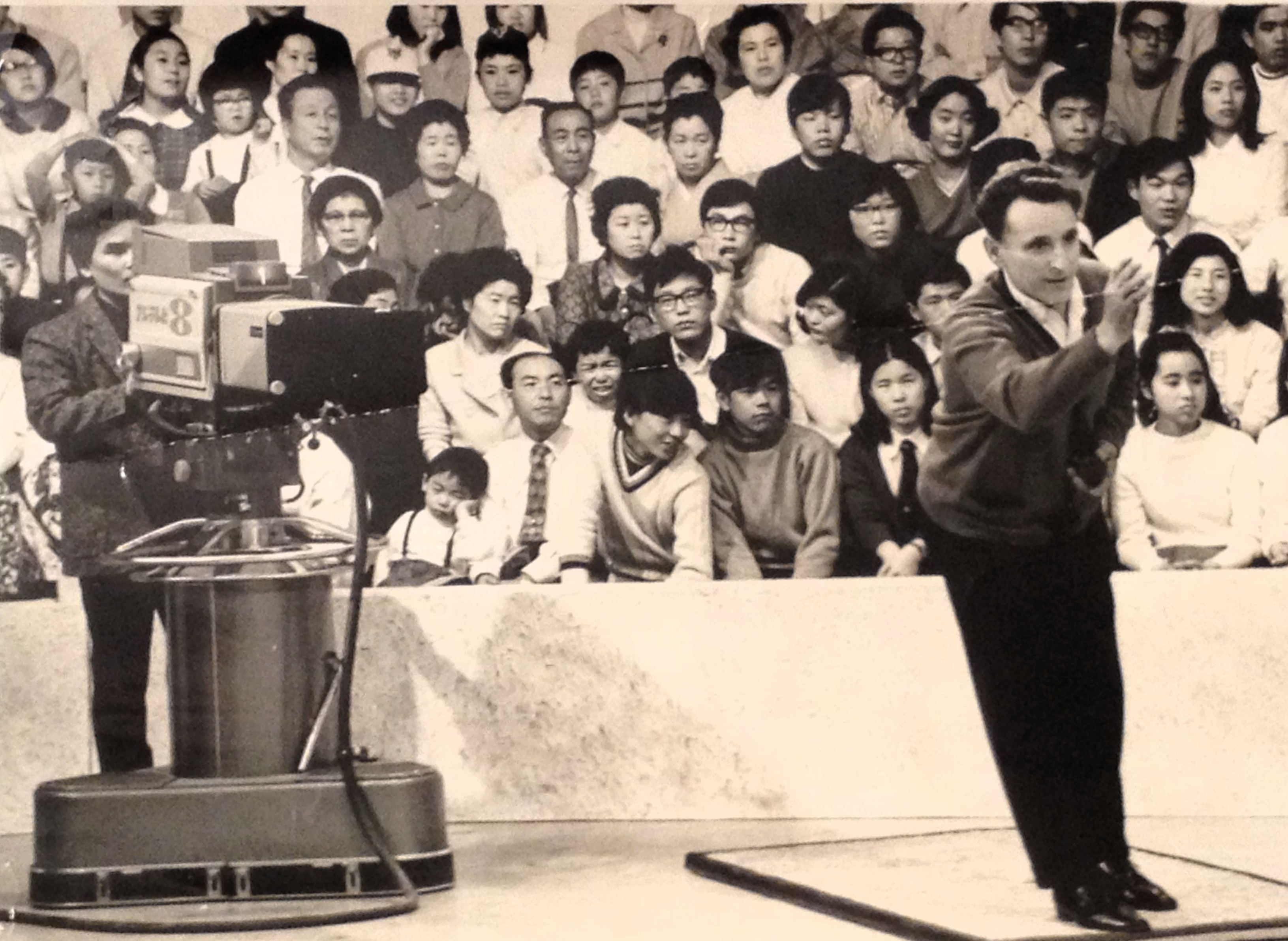
Jugando a la toca en la televisión japonesa
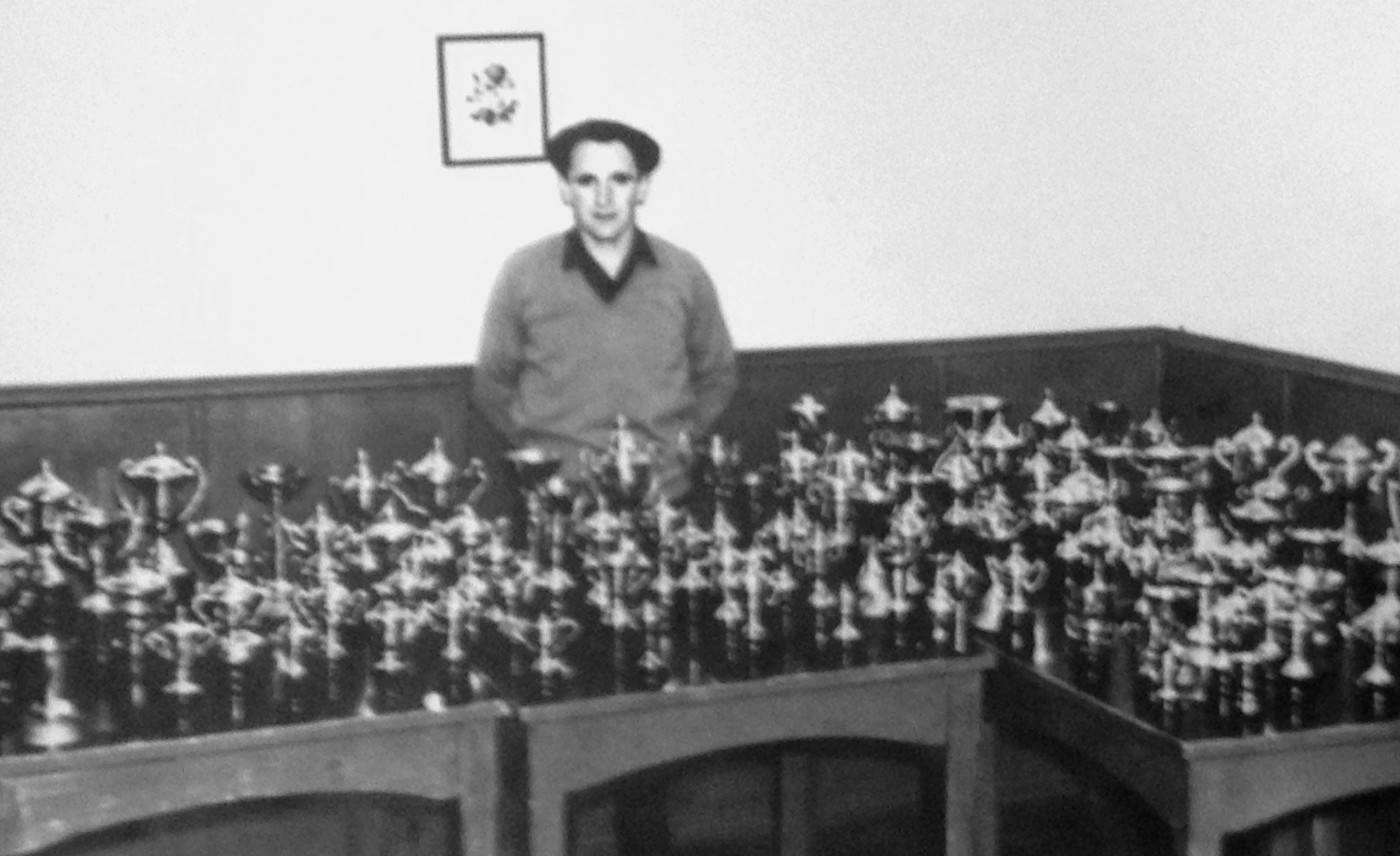
Copas ganadas
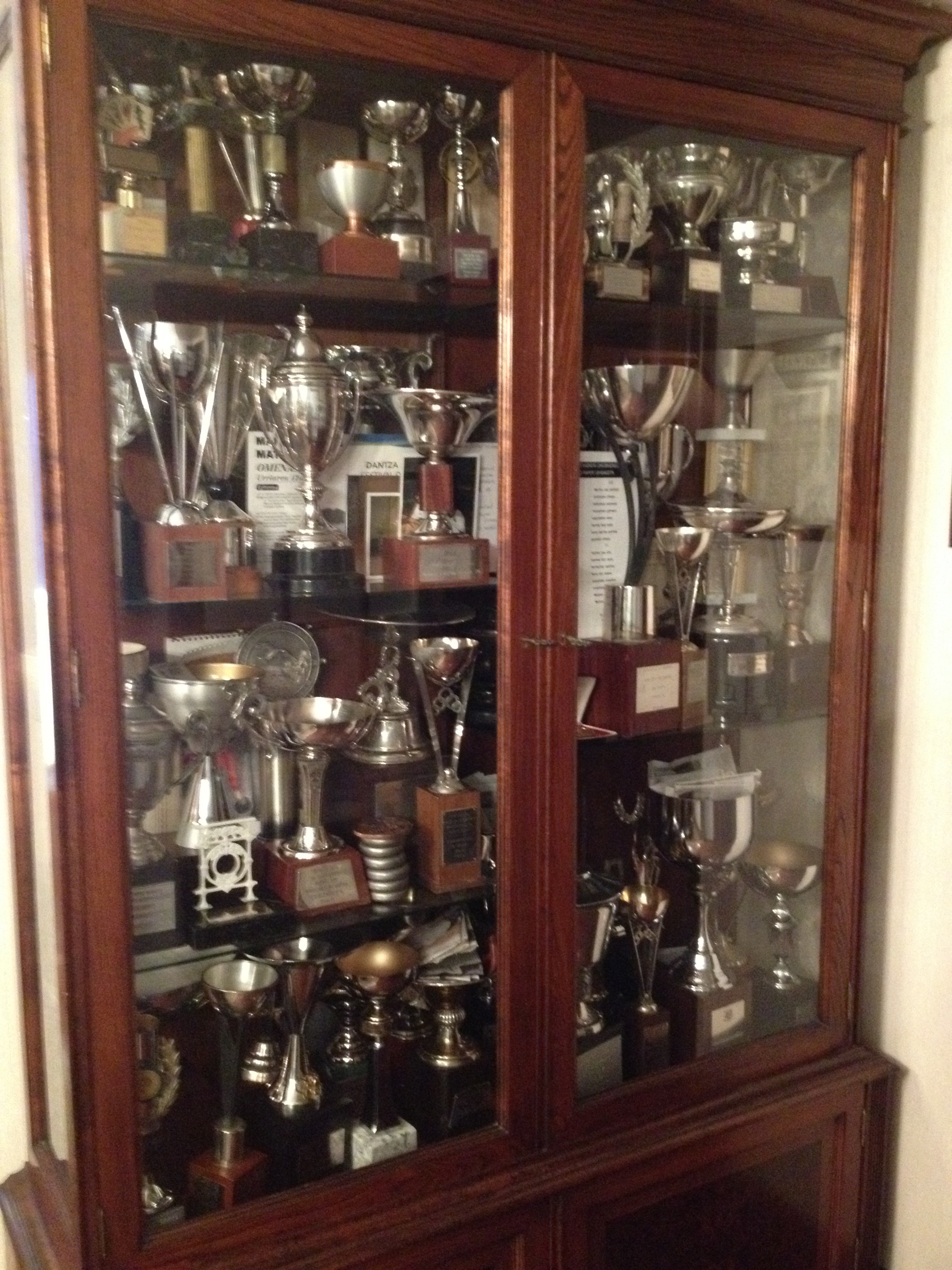
Copas ganadas

 También participó como corredor en el Cross de Lasarte junto a Mamo Wolde y otros corredores de renombre mundial.

## Bertsolari y conductor de sesiones de bertsolaris (desde 1963)

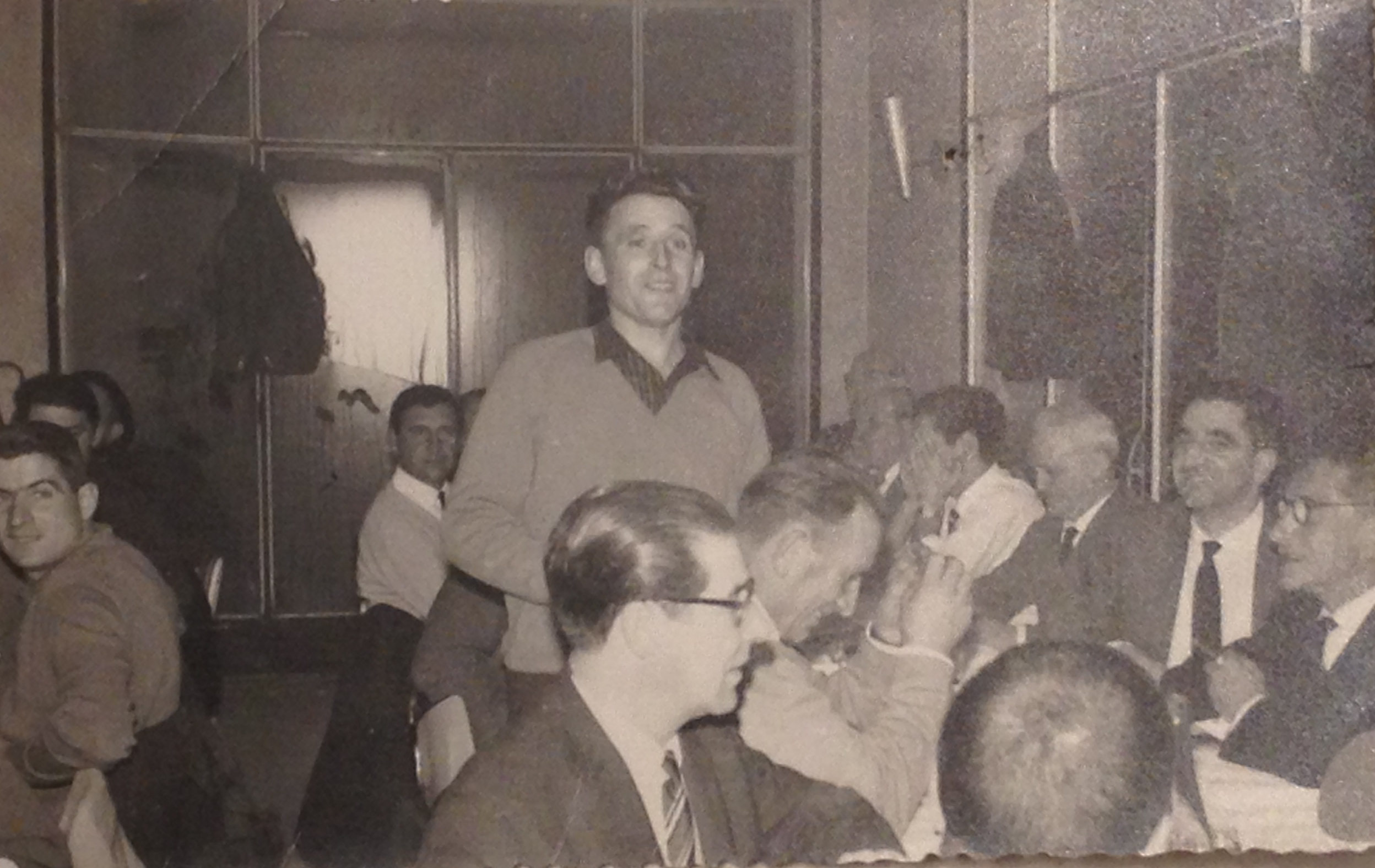
Matxain entre amigos improvisando versos.

Siendo aficionado al bertsolarismo desde pequeño, comenzó a escribir versos en 1963. La serie de versos sobre la virgen de Aránzazu que presentó al concurso organizado por la Real Academia de la Lengua Vasca ganó el segundo premio. Posteriormente, publicó numerosas series de versos en las revistas Zeruko Argia y Goiz-Argi, así como en los periódicos La Voz de España y El Diario Vasco, en la sección que dirigía el Versolari Basarri. Los versos que escribió los firmó con el seudónimo de Ayete. Él fue quien comenzó a dar un carácter de barrio a ese zona de casa rurales (baserris). Murió el 18 de diciembre de 1999 en Ayete. El investigador del versolarismo Antonio Zabala recopiló numerosos versos de Matxain y los publicó en la colección Auspoa en 1969, así como en otra versión más completa de la misma colección en 2003, una vez muerto  Matxain en 2003. Estos libros están disponibles en el sitio web de la Real Academia de la Lengua Vasca: 
- Uste gabean (1969)[6] (Sin pensar).
- Uste gabean: bertso guztiak (2003)[2] (Sin pensar: todos los versos).

## Homenajes y reconocimientos

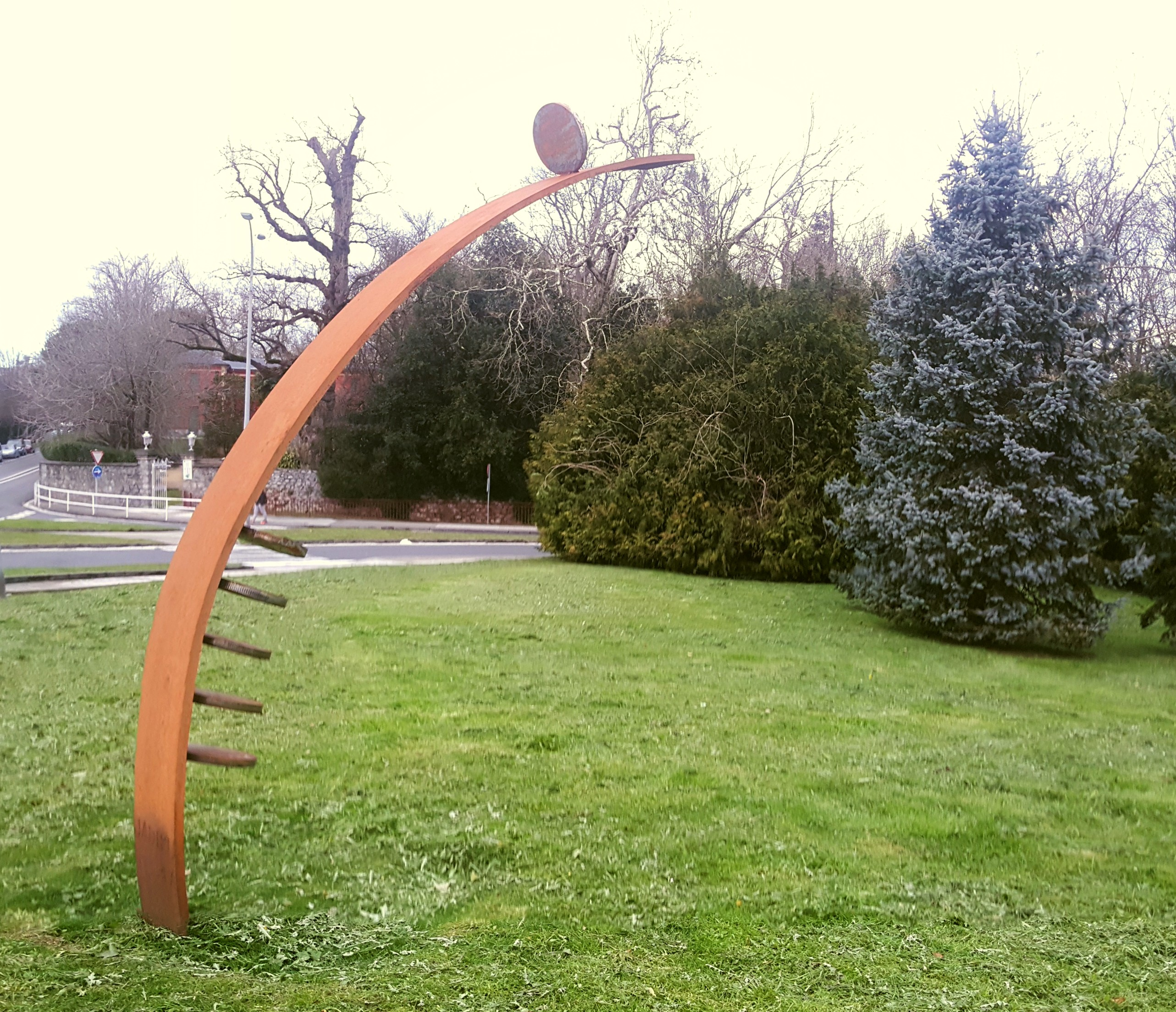
Escultura Toka cerca de la puerta del Parque de Ayete en honor a Matxain

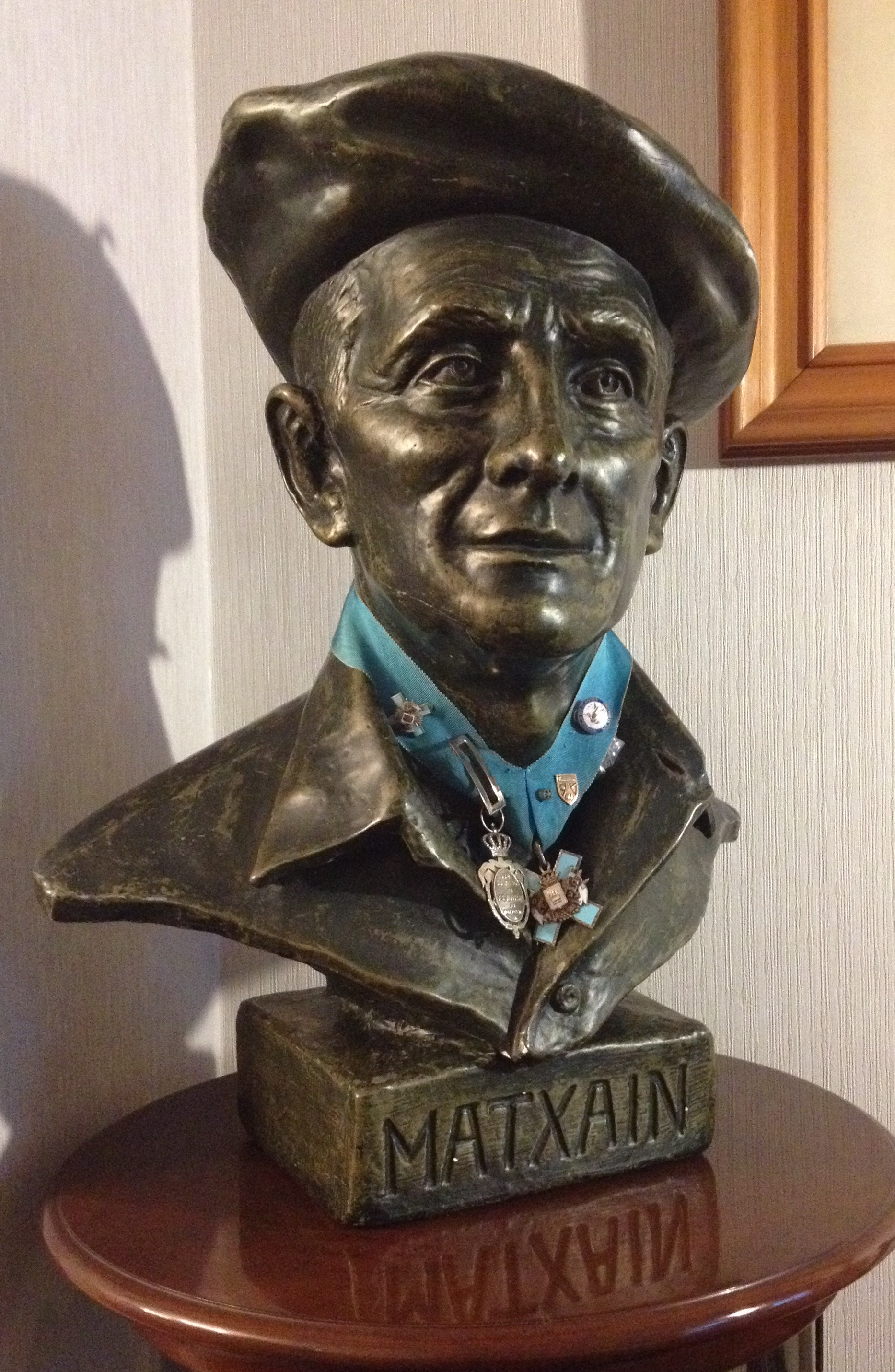
Busto con la medalla otorgada por el Ayuntamiento de San Sebastián.

- Busto con la medalla otorgada por el Ayuntamiento de San Sebastián.  En 1993 el Ayuntamiento de San Sebastián le otorgó la Medalla al Mérito Ciudadano de San Sebastián.
- En Ayete, Herrera, Ibarra y en otros muchos lugares le organizaron homenajes dentro del mundo de la toca y los bolos.
- Fue homenajeado el día del Bertsolari en 1994.
- En 1995, el Patronato Municipal del Euskera en San Sebastián le rindió homenaje.
- En 2017, en honor a Matxain, el Ayuntamiento de San Sebastián colocó una escultura de Jadiku llamada Toka con forma de toca gigante al lado de una puerta del Parque de  Ayete.[4]